# Fernando Ubiergo
Fernando Ubiergo (Valparaíso, 8 febbraio 1953) è un cantautore e musicista cileno.

## Premi e riconoscimenti
In trent'anni di carriera ha avuto numerosi riconoscimenti e annovera tra i suoi premi tre vittorie in tre importanti festival musicali di lingua spagnola:
- Festival di Viña del Mar vinto nel 1978 con El tiempo en las bastillas
- Festival de la Canción de Benidorm vinto nel 1982 con Yo pienso en ti
- Festival OTI vinto nel 1984 con Agualuna

## Discografia

### Album
- 1978 - Fernando Ubiergo
- 1978 - Ubiergo en Vivo
- 1978 - Al Principito
- 1979 - Ubiergo
- 1981 - Pasajero de la Luz
- 1982 - Canto por Ti
- 1983 - A Chabuca
- 1984 - En Algún Lugar del Mundo
- 1987 - Tarde o Temprano
- 1989 - De Platón al Telescopio
- 1991 - Relatos
- 1992 - Fernando Ubiergo en Concierto
- 1999 - Los Ojos del Mar
- 2001 - Acústico
- 2004 - La Sombra del Águila